# 코린 터커
코린 터커(Corin Tucker, 1972년 11월 9일 ~ )는 미국의 싱어송라이터이다. 록 밴드 슬리터 키니의 보컬 겸 기타리스트로 유명하다.